# Cele mai bune 50 de seriale din toate timpurile

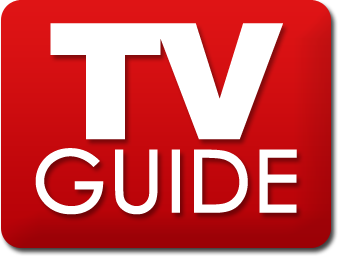

Cele mai bune 50 de seriale din toate timpurile (50 Greatest TV Shows of All Time) este o listă a revistei TV Guide cu cele mai bune 50 de seriale TV americane care au influențat cultura occidentală. A apărut în numărul din 4-10 mai 2002 al revistei TV Guide (într-o serie comemorativă a revistei (la 50 de ani de la prima apariție) alături de alte liste ca Cele mai bune 50 de coperți, Cele mai proaste 50 de seriale din toate timpurile, Cele mai bune 50 de personaje de desene animate etc). Lista a fost prezenttă într-un program TV special ABC, TV Guide's 50 Best Shows of All Time, la 13 mai 2002.

## Top 10
1. Seinfeld (NBC, 5 iulie 1989 – 1 mai 1998)
2. I Love Lucy (CBS, 15 octombrie 1951 – 6 mai 1957)
3. The Honeymooners (Dumont, 1 octombrie 1955 – septembrie 22, 1956)
4. All in the Family (CBS, 12 ianuarie 1971 – 8 aprilie 1979)
5. The Sopranos (HBO, 10 ianuarie 1999 – 10 iunie 2007)
6. 60 Minutes (CBS, 24 septembrie 1968 – prezent)
7. Late Show with David Letterman (CBS, 30 august – 20 mai 2015)
8. The Simpsons (Fox, 17 decembrie 1989 – prezent)
9. The Andy Griffith Show (CBS, 3 octombrie 1960 – 1 aprilie 1968)
10. Saturday Night Live (NBC, 11 octombrie 1975 – prezent)

## Legături externe
- TV Guide's 50 Best Shows of All Time: A 50th Anniversary Celebration on The Internet Movie Database
- TV Guide Names Top 50 Shows

## Vezi și
- 2002 în televiziune
- Cele mai bune 100 de episoade din toate timpurile